# Via Giovan Battista de Rossi
Via Giovan Battista de Rossi è un viale carrabile di Roma compreso tra Via Alessandro Torlonia e Largo XXI Aprile. Si trova nel Quartiere V Nomentano, inclusa nel Municipio II di Roma, in un'area signorile nota come Triangolo Verde, di eccezionale pregio architettonico, urbanistico ed ambientale, per la presenza di edifici di qualità - palazzine e villini - inseriti in parchi pubblici e giardini privati.
La strada parte dalla via Alessandro Torlonia, dove ha per sfondo il Tempio di Saturno e i pini di villa Torlonia, ed è costeggiata da numerose palazzine d'autore, oltre che dall'Accademia Tedesca di Villa Massimo.

## Tracciato

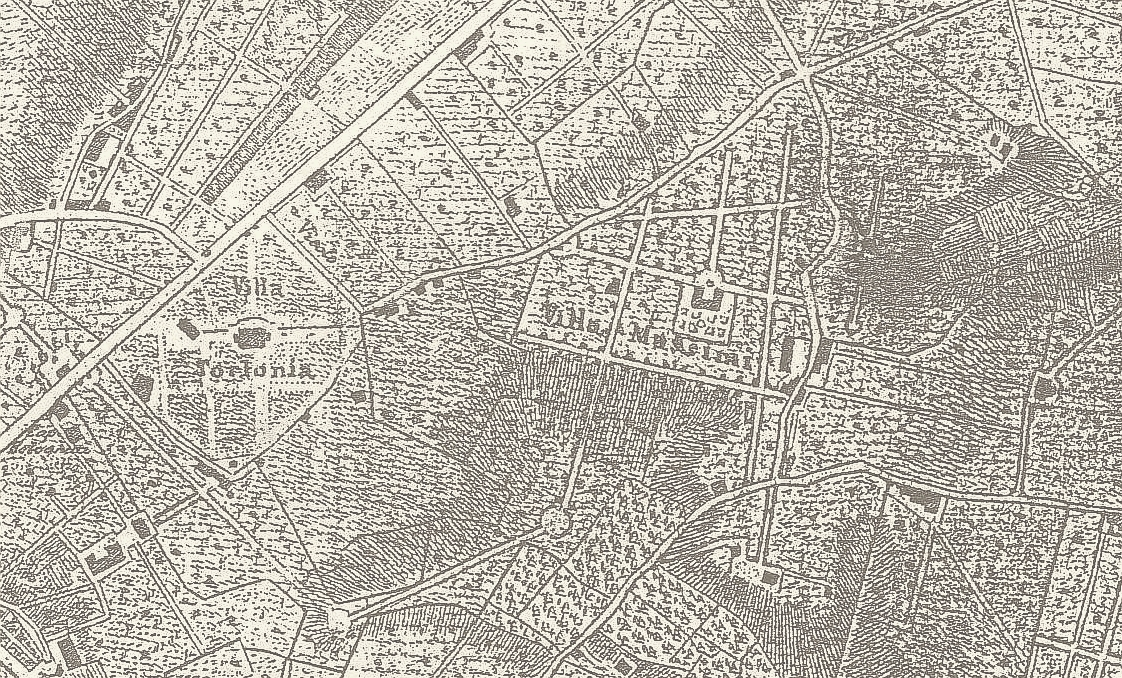
Pianta della Congregazione del Censo, 1832

La strada corrisponde ad una antica via di campagna, già indicata nella pianta di G.B. Nolli, denominata Via o Vicolo di Pietralata, che corrisponde al tracciato delle attuali via Alessandro Torlonia, G.B. de Rossi, Famiano Nardini, Oreste Tommasini. La strada costeggiava Villa Massimo; vi si apriva il grande cancello d’ingresso a Villa Ricotti, il cui viale d’accesso è oggi l’attuale via di Villa Ricotti; incrociava il vicolo di Sant’Agnese e proseguiva verso il Fosso della Maranella, (dove oggi corre la linea ferroviaria Roma-Firenze) per oltrepassarlo e raggiungere la tenuta di Pietralata (oggi quartiere Pietralata).

## Intitolazione
La via fu intitolata il 21 luglio 1920 all'archeologo romano Giovan Battista de Rossi, scopritore delle Catacombe di San Callisto, nell'ambito di una serie di strade tutte dedicate ad archeologi.

## Sviluppo urbano

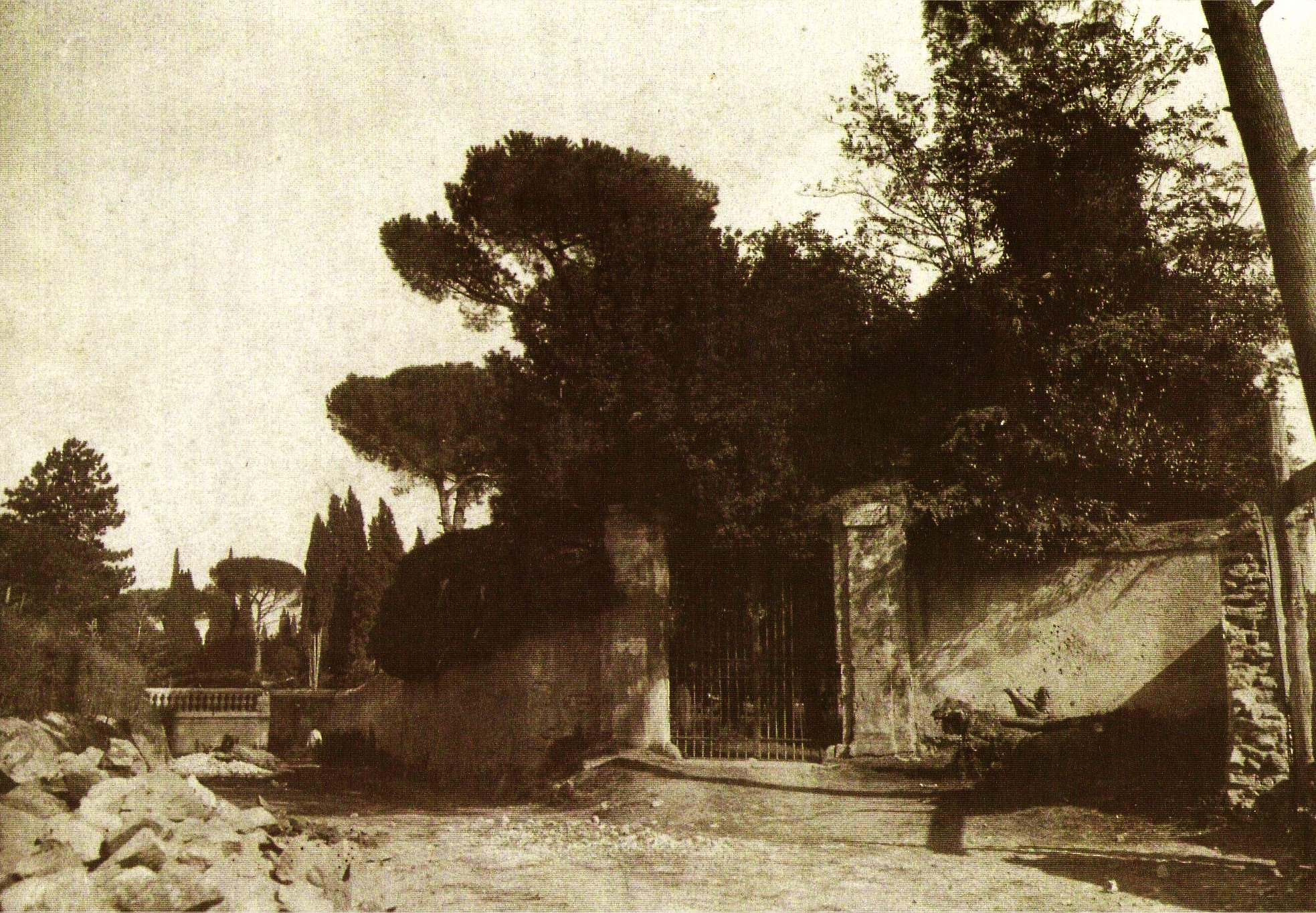
Ingresso della Villa Ricotti sul vicolo di Pietralata, 1910 circa

Via Giovanni Battista de Rossi insiste in un quartiere morfologicamente uniforme con un tessuto composto prevalentemente da villini e palazzine del primo Novecento. Tuttavia nel corso degli anni vi sono stati interventi di demolizione e ricostruzione con inserti più moderni che ne hanno reso meno omogeneo l'aspetto.

Scriveva il grande ambientalista Antonio Cederna ne "Il Mondo" del 28 giugno del 1955: 
"Dovunque ci giriamo, il verde di Roma scompare. Nuove costruzioni vanno rapidamente snaturando il carattere di Montesacro, sorto ai suoi tempi come una specie di città giardino, e lo stesso capita alla zona di villini sulla destra di via Nomentana: in via dei Villini, in via Cornelio Celso, in via Alessandro Torlonia, in via Guattani, in via Giovan Battista de Rossi, in viale di villa Massimo dovunque i vecchi villini e i loro giardini vengono distrutti a decine, per cedere il posto alle solite turpi «palazzine»."

L'inserzione della massiccia Chiesa di Nostra Signora del Santissimo Sacramento e dei Santi Martiri Canadesi nel delicato ordito urbano della strada fu duramente criticata dal Cederna:  
Ultimo lembo di Villa Massimo la villa ex Marini comprendeva un parco a grandi alberi, chiuso da un basso muro sulla via de Rossi, classificato come «parco privato» nel piano regolatore del 1931: gli abitanti delle case di fronte avevano una bella vista, ed erano andati ad abitare lì proprio per questo. Una notte del novembre 1952 un squadra di taglialegna entra nel parco e abbatte gli alberi: gli abitanti delle case di fronte si svegliano allarmati (per prontezza di intervento si segnala lo scrittore Mario Soldati), quindi protestano presso le varie autorità, ottengono la sospensione dei lavori che però riprendono.
La distruzione dell'ex parco Marini e la costruzione del «Tempio» canadese sono fatti illegali. Il Consiglio di Stato, il 16 dicembre 1955, accogliendo i ricorsi dei frontisti ha dimostrato che la nuova chiesa è sorta per violazione dell'articolo 6 delle «norme generali e prescrizioni tecniche» del piano regolatore del 1931 e per violazione e falsa applicazione dell'articolo 18 (ultimo comma) del Regolamento edilizio. Il Consiglio di Stato ha quindi annullato la licenza di costruzione rilasciata dal Comune ai «sacramentini» il 16 agosto 1952, ed ha insieme annullato, come illegittimo, l'ultimo comma dell'articolo 18 del Regolamento edilizio. Il «Tempio» resta. 
Da "Le ville Distrutte",  in I Vandali in Casa, Cederna - Erbani, 2014

## Emergenze architettoniche

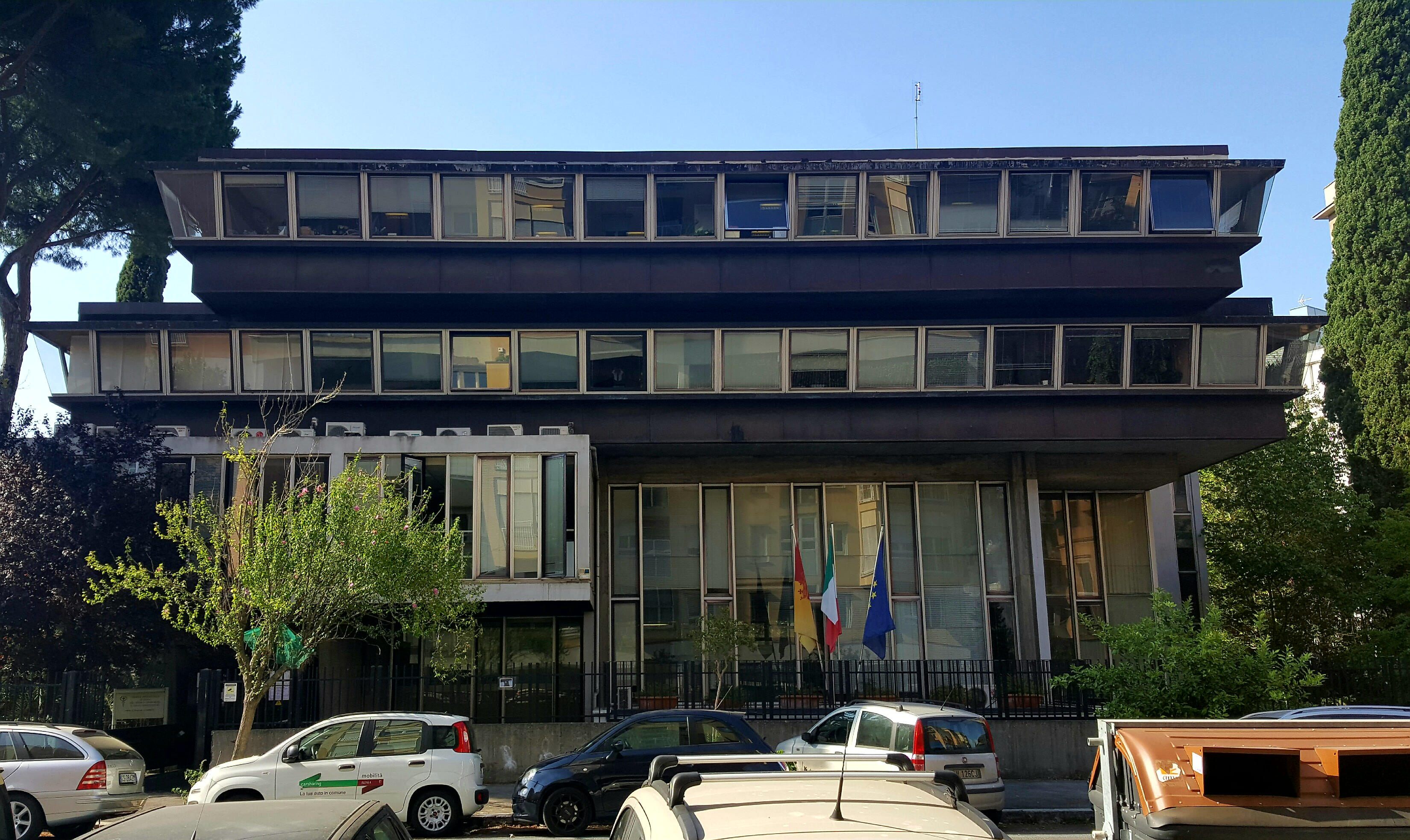
Palazzo dell' Ordine dei Medici - Sartogo

Tra le architetture di pregio della strada si notano:
- Al nº 3 palazzina di Mariano Pallottini (1956)
- Al nº 9 la Sede dell’Ordine dei Medici di Piero Sartogo (1968-1971).[1]
- Al nº 12 la Palazzina Zaccardi di Mario Ridolfi e Wolfgang Frankl (1951)[2]. Nell'ingresso ceramiche pavimentali di Leoncillo[3].
- Al nº 20 il Palazzetto Mengarini di Ugo Luccichenti (1939)[4]
- Al nº 27 si trova, in un edificio del 1940 di sei piani, l'Ambasciata dell'Azerbaigian, che ospita anche il Centro Culturale dell’Azerbaigian, con esposizioni permanenti di oggetti artistici della cultura nazionale e mostre temporanee, oltreche una libreria con testi di autori azeri in italiano e di autori italiani sul paese caucasico. L'edificio ospitò in passato l'Ambasciata del Canada.
- Degno di nota anche un complesso di tre edifici novecenteschi che si trova nel triangolo tra Via de Rossi, Via di Villa Ricotti, Viale di Villa Massimo e Largo di Villa Massimo[5]. In via di Villa Ricotti si vedono ancora le scogliere che una volta ospitavano i cipressi d'ingresso a Villa Massimo, poi Villa Ricotti.
- Al nº 33 un villino neoromanico di interessante fattura[6].
- Al nº 46 la Chiesa di Nostra Signora del Santissimo Sacramento e dei Santi Martiri Canadesi (1955) di Bruno Maria Apollonj Ghetti

### Nelle traverse
- In via Antonio Bosio si trovano: 
  - il Villino de Paolis (via Nomentana 92, del 1906)[7],
  - al nº 5 il Villino De Luca (1912)[8],
  - la Casa Museo di Luigi Pirandello.
  - al n° 20 il Villino Giacchetti (1927) su progetto (con modifiche) di Innocenzo Sabbatini;
- In Via Giuseppe Antonio Guattani si trovano: 
  - un edificio per uffici di Luigi Racheli[9];
  - al nº 9 la sede Nazionale di Legacoop, del 1954, dalla pianta a farfalla, composta da due trapezi collegati fra loro da un rettangolo;
  - al nº16 l'edificio per uffici dell'ANCE di Paniconi e Pediconi (1966)[10]
  - il Villino Crespi[11], costruito nel 1907 per il Comm. Domenico Crespi, e sede dal 1937 del Conservatorio di S. Eufemia. Fu dimora di Rodolfo Lanciani. Conserva importanti opere nella Cappella: un’Annunciazione (1580 ca) attribuita a Cesare Nebbia e proveniente dalla Chiesa di S. Urbano; una tela con S. Eufemia (1631-1633) di Andrea Camassei, già nella chiesa di S. Eufemia (distrutta nel 1812); una testa reliquiario in argento dorato di Santa Martina, commissionata da Pietro da Cortona, che lasciò al Conservatorio la sua intera eredità. Nello scalone che conduce al primo piano dell’edificio si trova la tela con i Santi Carlo, Francesco e Nicola (primo quarto del XVII sec.) di Ottavio Leoni o Lioni detto “il Padovano”, già nella demolita chiesa di S. Urbano.
- In via Antonio Nibby si trovano: 
  - al 9 una palazzina di Cesare Bazzani (1924)[12];
  - al nº 20 Villa Morgagni oggi sede romana della SDA Bocconi;
  - al nº 22 un villino[13];
  - all'incrocio con la via Nomentana, villa Page[14], oggi sede del consolato della Federazione Russa.
- In Largo di Villa Massimo  5 si trova un'altra palazzina di Cesare Bazzani: di fronte, l'Accademia Tedesca di Villa Massimo[15].
- In Via Carlo Fea 5 il Villino Rusconi (1913) di Marcello Piacentini[16] e la Villa Mirafiori, sede universitaria.
- Via de Rossi sfocia in Largo XXI Aprile dove sorgono il Monumento al FInanziere e la Villa Paolina.

## Abitanti illustri
- Luigi Pirandello
- Mario Soldati
- Giuliano Amato

## Istituzioni culturali
- Istituto di studi pirandelliani e sul teatro contemporaneo
- Sede romana della SDA Bocconi
- Accademia Tedesca di VIlla Massimo
- Facoltà di Lettere e Filosofia dell'università "La Sapienza", Villa Mirafiori

## Sedi diplomatiche
- Ufficio Consolare dell'Ambasciata di Russia in Italia
- Ambasciata del Qatar
- Ambasciata dell'Azerbaigian
- Ambasciata del Mali
- Ambasciata del Bahrain